# Christopher Küken
Christopher Küken (* 1984) ist ein ehemaliger deutscher Schwimmer. Er nahm an den Sommer-Paralympics 2004 teil.

## Leben
Küken schwamm für den Verein für Sporttherapie und Behindertensport 1980 (VSB 1980) in Magdeburg. Der durch eine angeborene Cerebralparese der Beine Gehandicapte startete in der Startklasse S8. Er wurde mehrfach Deutscher Meister und gewann bei der Weltmeisterschaft 2002 in Argentinien den zweiten Platz. Bei den Canadian Open 2003 erreichte er zweimal Gold. 2004 erzielte er einen Europarekord und gewann im gleichen Jahr bei den Sommer-Paralympics in Athen Silber über 400 Meter Freistil. Über 100 Meter Freistil belegte er den vierten, über 1000 Meter Rücken den fünften, über 50 Meter Freistil den siebenten und über 200 Meter Lagen den achten Platz. Bei Deutschen Meisterschaften gewann er diverse Gold-, Silber- und Bronze-Medaillen.

## Auszeichnungen
2004 trug sich Küken in das Goldene Buch der Stadt Magdeburg ein. Bei der Wahl zum Magdeburger des Jahres 2004 erreichte er den zweiten Platz. Für den Gewinn der Silbermedaille bei den Paralympischen Spielen 2004 in Athen wurde er von Bundespräsident Horst Köhler mit dem Silbernen Lorbeerblatt ausgezeichnet.